# Tweed (fleuve)
Pour les articles homonymes, voir Tweed.
La Tweed est le troisième fleuve d’Écosse avec ses 156 km de longueur, après la Tay et la Clyde. 

## Géographie
Elle prend sa source dans les collines de Tweedsmuir à Tweed’s well puis traverse toute la région des Scottish Borders. Elle draine l’ensemble de la région des Borders. La partie la plus méridionale de son cours marque la frontière avec l’Angleterre sur 27 km, près de Berwick-upon-Tweed.
La Tweed est un des grands fleuves à saumons d’Écosse.
La vallée de la Tweed est depuis longtemps un lieu de prédilection pour les conquérants. Les forts, construits à l'Âge du fer et à l'époque des Romains, ainsi que les demeures monastiques parsèment toute la région.
Les principales villes traversées par la Tweed sont Peebles, Galashiels, Melrose, Kelso, Coldstream, Berwick-upon-Tweed où elle se jette dans la Mer du Nord.
Les affluents de la Tweed sont :
- Whitadder
  - Blackadder Water
- River Till
- Eden Water
- River Teviot
- Leader Water
- Gala Water
- Ettrick Water
- Leithen Water
- Quair Water
- Eddleston
- Manor Water
- Lyne Water
- Holms Water

## Histoire
La Tweed marque la frontière entre l'Angleterre et l'Écosse. Le château de Norham en ruines aujourd'hui, situé dans le comté de Northumberland, sur la rive sud, est un monument classé de grade I, qui fut témoin de nombreuses actions pendant les guerres opposant l'Angleterre à l'Écosse. Le peintre Turner l'a représenté six fois, notamment en 1822-1823 dans une peinture à l'huile sur toile Le Château de Norham sur la rivière Tweed qui fait partie d'une série de Vues des Rivières d'Angleterre, puis de nouveau vers 1845 sur une autre toile, Château de Norham, lever de soleil. Ces deux peintures sont conservées à la Tate Britain à Londres,.